# Стрипунський Олександр Євгенович
Олекс́андр Євѓенович Стрип́унський (18 квітня 1970, Харків) — американський (до 1997 року — український) шахіст, гросмейстер (1998), призер чемпіонатів США. Шаховий тренер.

## Біографія
Олександр Стрипунський народився у Харкові. Він закінчив Харківський інститут міського господарства. З 1997 року постійно проживає в США.
Його шаховим тренерами були Олександр Мацкевич, Олександр Вайсман.
Переможець і призер численних міжнародних турнірів: Херсон (1990 — 2-ге місце), Караганда (1993), Копенгаген (1994 — поділ 1–3 місць), Волгоград (1994), Нассау (1998, 2000—2001), Нью-Йорк (2001 — 2-ге місце; 2009 — поділ 1–5 місць; 2011), Філадельфія (2002 — 1–5 місце; 2004 — 2-ге; 2007 — 1–7; 2010 — 1–3), Машантукет (2007 — 1–4 місця), Вашингтон (2008 — 1–2), Стемфорд (2010).
Чемпіон штатів Нью-Джерсі (1999) та Нью-Йорк (2002).
Учасник декількох фінальних турнірів чемпіонатів України (найкращий результат — п'яте місце у 1991 році).
Дев'ятиразовий учасник чемпіонатів США. Найкращий результат — срібна медаль у 2005 році. Також входив до числа призерів, поділивши 2–8 місця у 2003 році та 2–6 місця у 2006 році. Також був призером Відкритого чемпіонату США — 2001 року (поділ 1–4 місць).
Учасник кубка світу ФІДЕ 2005 року.
У 2004 році був тренером жіночої збірної США на шаховій олімпіаді в Кальвії (Іспанія).
Працює тренером у Нью-Йорку та Мемфісі. Серед його учнів — міжнародний майстер Ж. Клейман та багато майстрів ФІДЕ.

## Турнірні результати

### Чемпіонати України
Олександр Стрипунський зіграв у трьох фінальних турнірах чемпіонатів України, набравши загалом 15½ очок з 32 можливих (+8-9=15).
| Рік  | Місто       | Турнір                 | + | − | =  | Результат | Місце  |
| ---- | ----------- | ---------------------- | - | - | -- | --------- | ------ |
| 1990 | Сімферополь | 59-й чемпіонат України | 1 | 5 | 4  | 3 з 10    | 11     |
| 1991 | Сімферополь | 60-й чемпіонат України | 2 | 1 | 10 | 7 з 13    | 5      |
| 1994 | Алушта      | 63-й чемпіонат України | 5 | 3 | 1  | 5½ з 9    | 24— 39 |

### Чемпіонати США та інші турніри
| Рік  | Місто           | Турнір                  | + | − | = | Результат | Місце  |
| ---- | --------------- | ----------------------- | - | - | - | --------- | ------ |
| 1990 | Херсон          | Коловий турнір          | 8 | 2 | 5 | 10½ з 15  | Silver |
| 1994 | Волгоград       | Міжнародний турнір      | 5 | 2 | 6 | 8 з 13    | —4     |
| 2001 | Фреймінггам     | Відкритий чемпіонат США |   |   |   | з         | —4     |
| 2002 | Сіетл           | 47-й чемпіонат США      | 5 | 2 | 2 | 6 з 9     | —8     |
| 2003 | Сіетл           | 48-й чемпіонат США      | 3 | 0 | 6 | 6 з 9     | —8     |
| 2005 | Сан-Дієго       | 49-й чемпіонат США      | 5 | 0 | 4 | 7 з 9     | [ 7 ]  |
| 2005 | Ханти-Мансійськ | Кубок світу ФІДЕ        | 0 | 2 | 0 | 0 з 2     | 1/64   |
| 2006 | Сан-Дієго       | 50-й чемпіонат США      | 5 | 1 | 3 | 6½ з 9    | —6     |
| 2007 | Стіллвотер      | 51-й чемпіонат США      | 5 | 3 | 1 | 5½ з 9    | 6—9    |
| 2010 | Сент-Луїс       | 54-й чемпіонат США      | 5 | 3 | 1 | 5½ з 9    | 5—6    |
| 2011 | Сент-Луїс       | 55-й чемпіонат США      | 1 | 3 | 3 | 2½ з 7    | 7—8    |
| 2012 | Сент-Луїс       | 56-й чемпіонат США      | 2 | 6 | 3 | 3½ з 11   | 11—12  |
| 2013 | Сент-Луїс       | 57-й чемпіонат США      | 2 | 5 | 2 | 3 з 9     | 20—24  |